# Ich lieb’ Dich überhaupt nicht mehr
Ich lieb’ Dich überhaupt nicht mehr ist ein Lied des deutschen Pop-Rock-Sängers Udo Lindenberg aus dem Jahr 1987.

## Entstehung und Veröffentlichung
Das Lied wurde vom Interpreten selbst geschrieben, komponiert und produziert. Bei der Produktion wurde Udo Lindenberg von den Ströer Bros. Ernst und Hans Peter Ströer unterstützt.
1987 erschien das Lied als Single bei Polydor. Diese erschien als 7″-Single mit der B-Seite Augen in der Großstadt. Am 3. September 1987 erschien das Lied als Teil von Udo Lindenbergs 19. Studioalbum Feuerland. Am 16. Dezember 2022 wurde die Single neu als 10″-Maxi-Single aufgelegt.

## Inhalt
In dem Lied geht es um einen Mann, der von seiner gescheiterten Beziehung zu einer Frau erzählt. Er rechnet mit ihr ab, indem er meint: „Ich lieb’ Dich überhaupt nicht mehr“ und es sei aus vorbei und lange her. Außerdem berichtet er wie es ihm nicht mehr wehtue, wenn er seine einstige Liebe zufällig auf der Straße wiedertrifft und dass der Fernseher, den er versehentlich eingetreten hat, die Versicherung übernommen hat.

## Charts und Chartplatzierungen
| ChartsChartplatzierungen | Höchstplatzierung | Wochen/ Monate |
| ------------------------ | ----------------- | -------------- |
| Deutschland (GfK)        | 33 (15 Wo.)       | 15 Wo.         |
| Österreich (Ö3)          | 3 (4 Mt.)         | 4 Mt.          |

| ChartsJahrescharts (1988) | Platzierung |
| ------------------------- | ----------- |
| Österreich (Ö3)           | 10          |

## Coverversionen (Auswahl)
- 1989: Udo Jürgens (Album: Ohne Maske)[5]
- 1994: Wolfgang Ambros (Album: Hut ab! Hommage an Udo Lindenberg)[6]
- 2004: Nina Proll (Album: 12 Songs, nicht die schlechtesten)[7]
- 2008: Caroline Kiesewetter (Album: Ich packe meine Koffer)[8]
- 2011: Josephin Busch, Nadja Petri & Aline Staskowiak (Album: Hinterm Horizont)[9]
- 2015: Klee (Album: Hello Again)[10]